# Liste deutschsprachiger Kinder- und Jugendbücher
Diese Liste enthält eine Auswahl von Kinder- und Jugendbüchern deutschsprachiger Autoren, die in einem eigenen Wikipedia-Artikel gewürdigt werden oder zumindest innerhalb eines Wikipedia-Artikels zu einem Autor in dessen Bibliografie aufgeführt sind und erhebt demzufolge – auch angesichts der Vielzahl von Neuerscheinungen – keinen Anspruch auf Vollständigkeit.
Sortiert nach Klassiker bis 1900 und den Lesealtern Kleinkindliteratur (Bilderbücher), Kinderbücher und Jugendbücher, werden hierin wiederum in alphabetischer Reihenfolge die jeweiligen Genres aufgeführt, in denen schließlich in alphabetischer Reihenfolge die Autoren und ihre Werke gelistet werden.
Abgesehen von dem ersten Abschnitt Klassiker bis 1900, in dem explizit als Kinder- und Jugendliteratur vor dem Jahr 1900 verfasste Buchveröffentlichungen aufgeführt sind, wird in dieser Liste auf eine chronologische Sortierung verzichtet.

## Klassiker bis 1900

### Bilderbücher
- Wilhelm Busch: Max und Moritz
- Heinrich Hoffmann: Der Struwwelpeter

### Kinderbücher

#### Realismus
- Johanna Spyri
  - Heidis Lehr- und Wanderjahre
  - Heidi kann brauchen, was es gelernt hat

#### Sachbücher
- Georg Christian Raff
  - Naturgeschichte für Kinder
  - Geographie für Kinder

### Jugendbücher

#### Abenteuerbücher
- Karl May: Winnetou
- Johann David Wyss: Die Schweizer Familie Robinson

#### Historienbücher
- Karl Gustav Nieritz
  - Die Hunnenschlacht
  - Gustav Wasa oder König und Bauer
  - Pompeji's letzte Tage
- Felix Dahn
  - Ein Kampf um Rom
- Christoph von Schmid
  - Eustachius. Eine Geschichte der christlichen Vorzeit
  - Heinrich von Eichenfels
  - Rosa von Tanneburg
- David Friedrich Weinland: Rulaman

### Märchen, Mythen und Legenden

#### Märchen
- Gebrüder Grimm: Kinder- und Hausmärchen
- Wilhelm Hauff: Hauffs Märchen

#### Sagenstoff-Bearbeitungen
- Gustav Schwab: Die schönsten Sagen des klassischen Altertums

## Kleinkindliteratur (Bilderbücher)

### Biblisch abgeleitete Geschichten

#### Schöpfungsgeschichten
- Wolf Erlbruch, Bert Moyenart: Am Anfang
- Helme Heine: Samstag im Paradies
- Friedrich Karl Waechter: Die Schöpfung

### Lyrik
- Gerald Jatzek: Rabauken-Reime

### Märchen(hafte) Geschichten
- Renate Schoof
  - Das Märchen von der einsamen Prinzessin
  - Der Wunschring
  - Hexe Zerolina im Zahlenland

### Phantasie-, Traumgeschichten
- Wolfgang Bittner: Der Mond fährt mit der Straßenbahn
- Josef Mahlmeister: Der seltsame Traum von Posinko dem deutschen Flamingo
- Kathrin Schärer: Johanna im Zug

### Realismus

#### Familie
- Wolfgang Bittner
  - Die Grizzly-Gruzzly-Bären
  - Wochenende bei Papa
- Hans Limmer: Mein Esel Benjamin

#### Kindergarten-Geschichten
- Ulrich Karger: Geisterstunde im Kindergarten

#### Tod
- Jutta Bauer: Opas Engel

### Tiergeschichten
- Gerdt von Bassewitz: Peterchens Mondfahrt
- Waldemar Bonsels: Die Biene Maja und ihre Abenteuer
- Wolfgang Bittner, Laurence Sartin (Ill.): Der alte Trapper und der Bär
- Wolf Erlbruch: Vom kleinen Maulwurf, der wissen wollte, wer ihm auf den Kopf gemacht hat
- Hans Fischer: Pitschi: Das Kätzchen, das immer etwas anderes wollte; eine traurige Geschichte, die aber gut aufhört.
- Janosch
  - Oh, wie schön ist Panama
  - Ich mach dich gesund, sagte der Bär
- Josef Mahlmeister: Ein echtes Eichhörnchen zum Weihnachtsfest
- Volker Kriegel
  - Olaf der Elch (mit Fortsetzungen)
  - Der Rock’n’Roll-König
- Mira Lobe: Das kleine Ich-bin-ich
- Loriot (neben anderen Bearbeitern): Karneval der Tiere
- Hubert Schirneck, Sylvia Graupner (Ill.): Was ist ein Traum?, fragte Jonas

### Such-, Rätselbücher
- Wolf Erlbruch
  - Am Anfang
  - Die große Frage
- Mario Giordano: Augenreise

### Weihnachtsgeschichten

#### Vorweihnachtszeit
- Wolfgang Bittner: Felix, Kemal und der Nikolaus

## Kinderbücher

### Fantastische Geschichten
- Eberhard Alexander-Burgh: Hui Buh
- Michael Ende:
  - Jim Knopf und Lukas der Lokomotivführer
  - Jim Knopf und die Wilde 13
  - Momo
  - Der satanarchäolügenialkohöllische Wunschpunsch
  - Die unendliche Geschichte
- Cornelia Funke
  - Igraine Ohnefurcht
  - Kein Keks für Kobolde
  - Kleiner Werwolf
  - Lilli, Flosse und der Seeteufel
  - Potilla (Fortsetzung Potilla und der Mützendieb)
- Henning Heske: Molly, Ricky und der Quälgeist
- Franz Hohler: Tschipo in der Steinzeit
- Ulrich Karger: Familie Habakuk und die Ordumok-Gesellschaft
- Erich Kästner: Der 35. Mai oder Konrad reitet in die Südsee
- James Krüss: Timm Thaler oder Das verkaufte Lachen (Fortsetzung Timm Thalers Puppen oder Die verkaufte Menschenliebe)
- Max Kruse: Urmel aus dem Eis (mehrere Fortsetzungen)
- Boy Lornsen: Robbi, Tobbi und das Fliewatüüt
- Paul Maar: Das Sams (mehrere Fortsetzungen)
- Tilde Michels: Kleiner König Kalle Wirsch
- Christine Nöstlinger: Wir pfeifen auf den Gurkenkönig
- Otfried Preußler: Der kleine Wassermann
- Kirsten Reinhardt: Fennymores Reise oder Wie man Dackel im Salzmantel macht
- Angela Sommer-Bodenburg: Der kleine Vampir (mehrere Fortsetzungen)
- Günter Spang:
  - Williwack
  - Ein Teufel namens Fidibus

### Lyrik
- Franz Karl Ginzkey: Hatschi Bratschis Luftballon (1904)
- Josef Guggenmos
  - Was denkt die Maus am Donnerstag?
  - Sonne, Mond und Luftballon

### Magischer Realismus
- Vera Ferra-Mikura: Der alte und der junge und der kleine Stanislaus (mehrere Fortsetzungen)
- Kirsten Reinhardt: Die haarige Geschichte von Olga, Henrike und dem Austauschfranzosen

### Märchen(hafte) Geschichten
- Otfried Preußler: Der Räuber Hotzenplotz (mehrere Fortsetzungen)
- Hertha Vogel-Voll: Die Silberne Brücke
- Gertrud B. Vogt: Tunt oder die unerhörte Geschichte einer langen Reise

### Realismus

#### Alltagsgeschichten
- Werner Bergengruen: Zwieselchen (mehrere Fortsetzungen)
- Franziska Gehm, Horst Klein: Hübendrüben
- Andreas Venzke: Carlos kann doch Tore schießen
- Bruno Wolfgang (= Bruno Prochaska): Zwei Töchter und ein Vater: heitere Geschichten von Eva und Helene, Berlin, Wien, Leipzig 1940
- Bruno Wolfgang: Ein Vater und zwei Töchter: eine Erzählung für kleine Mädchen, Wien 1965

#### Emanzipation
- Otfried Preußler: Die dumme Augustine

#### Familie
- Uwe Timm: Rennschwein Rudi Rüssel

#### Freundschaft
- Wolfgang Bittner: Tommy und Beule
- Thomas Brezina: Die Knickerbockerbande (mehrere Fortsetzungen)
- Karl Bruckner: Die Spatzenelf
- Cheryl Chapman: Dracko Drachenfresser
- Oliver Hassencamp: Burg Schreckenstein (Buchreihe)
- Kurt Held: Die rote Zora und ihre Bande
- Max von der Grün: Vorstadtkrokodile
- Simone Klages: Mein Freund Emil (mehrere Fortsetzungen)
- Volker Kriegel: Der Rock'n Roll-König
- Joachim Masannek: Die Wilden Fußballkerle (Buchreihe)
- Jutta Richter: Hechtsommer
- Harald Schneider
  - Die Meisterschnüffler (Buchreihe)
  - Die wilden Vier (Buchreihe)

#### Generationenübergreifendes
- Amelie Fried: Hat Opa einen Anzug an?
- James Krüss: Mein Urgroßvater und ich
- Renate Schoof: Mit Oma am Meer

#### (Erste) Lieben
- Peter Härtling: Ben liebt Anna

#### Toleranz
- Ulrich Karger: Dicke Luft in Halbundhalb
- Marjaleena Lembcke: Als die Steine noch Vögel waren
- Jutta Richter: Der Tag, als ich lernte die Spinnen zu zähmen

### Tiergeschichten
- Simak Büchel: Oropoi oder Wie die Paviane zu ihren roten Hintern kamen
- Marlen Haushofer: Bartls Abenteuer
- Erich Kästner: Die Konferenz der Tiere
- James Krüss: Der Sängerkrieg der Heidehasen
- Paul Maar: Der tätowierte Hund
- Benno Pludra: Siebenstorch
- Günter Spang
  - Williwack
  - Ochs und Esel
- Adele Sansone: Auf Wiedersehen, kleines Murmeltier
- Marcus Pfister: Der Regenbogenfisch
- Renate Schoof: Sophie findet einen Schatz

## Jugendbücher

### Genreliteratur

#### Abenteuergeschichten
- Wolfgang Bittner
  - Abhauen
  - Weg vom Fenster
  - Die Fährte des Grauen Bären
  - Wo die Berge namenlos sind
  - Die Lachsfischer vom Yukon
  - Narrengold
  - Flucht nach Kanada
- Martin Luserke
  - Obadjah und die ZK 14 oder Die fröhlichen Abenteuer eines Hexenmeisters
- Renate Schoof
  - Ohne Rückfahrkarte
  - Simones heißer Sommer

#### Cliquen-Geschichten
- Cornelia Funke: Die Wilden Hühner (mehrere Fortsetzungen)
- Patricia Schröder: Die Pfeffermiezen (mehrere Fortsetzungen)

#### Detektiv-Geschichten
- Simak Büchel
  - Meister Perlboot
- Wolfgang Ecke
  - Club der Detektive
  - Wer knackt die Nuss?
- Rolf Kalmuczak: Ein Fall für TKKG (Jugendbuch-Reihe)
- Erich Kästner: Emil und die Detektive (Fortsetzung Emil und die drei Zwillinge)
- Gert Prokop: Detektiv Pinky
- Harald Schneider:
  - Die Meisterschnüffler
  - Die wilden Vier
- Thomas Brezina:
  - Knickerbocker-Bande
  - Ein Fall für dich und das Tiger-Team
  - Tom Turbo
- Simone Klages:
  - Rosies Entführung
  - Die Detektive von Cismar (mehrere Fortsetzungen)

#### Kriminalromane
- Wolfgang Bittner: Der schwarze Scheitan

Beatrix Gurian:
- Prinzen Tod

#### SF / Fantasy
- Michael Ende:
  - Die unendliche Geschichte
- Cornelia Funke:
  - Drachenreiter
  - Herr der Diebe
  - Tintenwelt-Trilogie
- Wolfgang und Heike Hohlbein:
  - Märchenmond
  - Midgard
- Charlotte Kerner:
  - Blueprint, Blaupause
- André Linke:
  - Crystal Yorkshire
  - Schatten
  - Schattenjäger
  - Schattenland
- Kai Meyer:
  - Frostfeuer
  - Tor zwischen den Welten
  - Die Wellenläufer
  - Die Muschelmagier
  - Die Wasserweber
  - Seide und Schwert
  - Lanze und Licht
  - Drache und Diamant
- Walter Moers:
  - Die 13½ Leben des Käpt’n Blaubär
- Naomi Novik:
  - Drachenbrut
  - Drachenprinz
  - Drachenzorn
  - Drachenglanz
- Gudrun Pausewang:
  - Die letzten Kinder von Schewenborn
  - Die Wolke
- Otfried Preußler:
  - Krabat
- Käthe Recheis:
  - Der weiße Wolf
- Andreas Steinhöfel:
  - Der mechanische Prinz
- Valija Zinck:
  - Penelop und der funkenrote Zauber
  - Penelop und die zauberblaue Nacht

### Historienbücher

#### Vorzeit, Antike, Mittelalter
- Hans Baumann
  - Der Sohn des Columbus
  - Ich zog mit Hannibal
  - Löwentor und Labyrinth
  - Wolfsjahre
- Gabriele Beyerlein
  - Das Feuer von Kreta
  - Die Kette der Dragomira
- Ernst Wilhelm Heine
  - Das Halsband der Taube
  - Der Flug des Feuervogels
  - Die Raben von Carcassonne
  - Toppler
- Josef Holub: Bonifaz und der Räuber Knapp
- Martin Luserke
  - Hasko
- Kurt Lütgen
  - Der große Kapitän
  - Der weiße Kondor
  - Kein Winter für Wölfe
- Herbert Kranz: Reihe „Die Stimme der Vergangenheit“
  - Der Weg in die Freiheit (über Carl Schurz)
  - Der Sohn des Löwen (über Heinrich den Löwen)
  - Der Richter vor Gericht (über Johannes Kepler)
  - König auf Zeit (über Scipio den Jüngeren)
  - Der Thronfolger (über Prinz Akbar)
- Willi Meinck: Die seltsamen Abenteuer des Marco Polo
- Petra Oelker
  - Das Bild der alten Dame
  - Der Klosterwald (Fortsetzungen von Felicitas Stern)
  - Tod am Zollhaus (mehrere Fortsetzungen um die Komödiantin Rosina)
- Harald Parigger
  - Der Dieb von Rom
  - Der Rubin des Königs
  - Der schwarze Mönch
  - Im Schatten des schwarzen Todes
  - Die Hexe von Zeil
- Kurt Pastenaci
  - Das Königsgrab von Seddin
  - Der goldene Fisch
  - Der Goldschatz von Eberswalde
  - Der Herr des Erzes
  - Herzog Bojo
  - König Ra der Wandale
- Tilman Röhrig: In 300 Jahren vielleicht
- Rainer M. Schröder: Die Lagune der Galeeren
- Anita Siegfried
  - Auf der Gasse, hinter dem Ofen
  - Alinors Lied
- Alois Theodor Sonnleitner: Die Höhlenkinder (mit Fortsetzungen)
- Hans Dieter Stöver
  - Als Rom brannte
  - Daniel und Esther. Allein in Rom (mit Fortsetzungen)
  - Die Akte Varus
  - Quintus geht nach Rom (mit Fortsetzungen)
- Henry Winterfeld
  - Caius, der Lausbub aus dem alten Rom (mit Fortsetzungen)

#### Jüngere Geschichte(n)

##### 1800–1850
- Herbert Kranz: Reihe „Die Stimme der Vergangenheit“
  - Der Weg in die Freiheit (über Carl Schurz)
  - Der dritte Präsident (über Präsident Thomas Jefferson)
- Rainer M. Schröder: Abby Lynn – Verbannt ans Ende der Welt (mehrere Fortsetzungen)

##### 1850–1900
- Gabriele Beyerlein
  - In Berlin vielleicht
  - Berlin, Bülowstr. 80a
  - Es war in Berlin
- Willi Fährmann: Der lange Weg des Lukas B. (erster Band der vierteiligen Reihe Die Bienmann-Saga)
- Waldtraut Lewin: Luise, Hinterhof Nord. Ein Haus in Berlin 1890. (mit Fortsetzungen)
- Lisa Tetzner: Die schwarzen Brüder

##### 1900–1933
- Willi Fährmann: Zeit zu hassen, Zeit zu lieben (Zweiter Teil der Reihe Die Bienmann-Saga)
- Emma Gündel: Der verhexte Rucksack
- Klaus Kordon:
  - Die roten Matrosen oder Ein vergessener Winter (mit Fortsetzungen zu späteren Epochen)

##### Nationalsozialismus (1933–1945)
- Wolfgang Ecke: Flucht
- Willi Fährmann:
  - Das Jahr der Wölfe (Dritter Teil der Reihe Die Bienmann-Saga)
  - Unter der Asche die Glut
- Emma Gündel: Elke-Reihe (Band 1 – 7)
- Josef Holub
  - Der rote Nepomuk
  - Lausige Zeiten
- Judith Kerr: Als Hitler das rosa Kaninchen stahl
- Klaus Kordon: Mit dem Rücken zur Wand (Zweiter Teil der Reihe)
- Hans-Georg Noack: Die Webers, eine deutsche Familie 1932–1945
- Leonie Ossowski: Stern ohne Himmel
- Gudrun Pausewang
  - Adi, Jugend eines Diktators
  - Die Verräterin
  - Du darfst nicht schreien
  - Reise im August
- Mirjam Pressler: Malka Mai
- Käthe Recheis: Lena. Unser Dorf und der Krieg
- Hans Peter Richter: Damals war es Friedrich
- Lisa Tetzner: Die Kinder aus Nr. 67
- Alfred Weidenmann: Jungzug 2
- Ursula Wölfel: Ein Haus für alle
- Arnulf Zitelmann: Paule Pizolka oder Eine Flucht durch Deutschland
- Waldtraut Lewin: Paulas Katze-Ein Haus in Berlin-1935 (mit Fortsetzungen)

##### Nachkriegszeit (ab 1945)
- Wolfgang Bittner: Gleiwitz heißt heute Gliwice
- Karl Bruckner: Sadako will leben
- Willi Fährmann
  - Kristina, vergiss nicht (Vierter Teil der Reihe Die Bienmann-Saga)
  - Die Stunde der Lerche
- Emma Gündel: Elke-Reihe (Band 8 – 10)
- Peter Härtling
  - Krücke
  - Reise gegen den Wind
- Josef Holub: Schmuggler im Glück
- Erich Kästner: Das doppelte Lottchen
- Klaus Kordon:
  - Der erste Frühling (Dritter Teil der Reihe)
  - Ein Trümmersommer
- Christine Nöstlinger: Maikäfer flieg!
- Leonie Ossowski: Herrn Rudolfs Vermächtnis
- Mirjam Pressler: Wenn das Glück kommt, muss man ihm einen Stuhl hinstellen
- Klaus Schädelin: Mein Name ist Eugen
- Hermann Schulz: Sonnennebel
- Nina Rauprich: Wie Wölfe in der Nacht

##### DDR-Geschichte (1945–1989)
- Klaus Kordon:
  - Krokodil im Nacken
  - Tage wie Jahre
- Ulrich Plenzdorf: Die neuen Leiden des jungen W.
- Benno Pludra
  - Insel der Schwäne
  - Tambari
- Elizabeth Shaw
  - Der kleine Angsthase
  - Wie Putzi einen Pokal gewann
- Erwin Strittmatter: Tinko

### Realismus
- Friedrich Ani: Durch die Nacht, unbeirrt
- Kirsten Boie
  - Nicht Chicago. Nicht hier.
  - Skogland
- Andreas Brettschneider
  - Auch junge Leoparden haben Flecken
  - Die Falle
- Karl Bruckner: Giovanna und der Sumpf
- Kay Löffler: Dorf der Wolkenmacher
- Hans-Georg Noack: Rolltreppe abwärts
- Gudrun Pausewang: Die Not der Familie Caldera
- Mirjam Pressler: Bitterschokolade
- Gregor Tessnow: Knallhart
- Andreas Venzke: Veit und ein anderer Tag
- Adele Sansone: Hassan

#### Behinderung, Krankheit
- Marliese Arold: Völlig schwerelos
- Mirjam Pressler: Stolperschritte
- Adele Sansone: Florian lässt sich Zeit

#### Drogen
- Angelika Mechtel: Cold Turkey
- Marliese Arold: Abgerutscht
- Hans-Georg Noack: Trip
- Max Wolf: Glücksreaktor
- Antje Herden: Keine halben Sachen

#### Entwicklungsromane
- Tamara Bach:
  - Marsmädchen
  - Jetzt ist hier
- Thommie Bayer: Das Herz ist eine miese Gegend
- Wolfgang Bittner: Der Aufsteiger oder Ein Versuch zu leben
- David Chotjewitz: Crazy Diamond
- Benjamin Lebert: Crazy
- Emmy von Rhoden: Der Trotzkopf (mit mehreren Fortsetzungen)
- Jutta Richter: Hechtsommer
- Andreas Steinhöfel
  - Die Mitte der Welt (Fortsetzung Defender – Geschichten aus der Mitte der Welt)
- Else Ury: Nesthäkchen (mit mehreren Fortsetzungen)

#### Liebesgeschichten
- Antje Babendererde: Libellensommer
- Brigitte Blobel: Herzbrennen
- Achim Bröger: Ich mag dich
- Inge Meyer-Dietrich: Ich will ihn, ich will ihn nicht
- Ulrich Plenzdorf: Die neuen Leiden des jungen W.
- Andreas Schlüter: Verliebt, na und wie!
- Renate Schoof: W + M = Liebe?
  - Simones heißer Sommer
- Anita Siegfried: Der blaue Schal
- Joachim Wohlgemuth: Egon und das achte Weltwunder

#### Schulgeschichten
- Peter Abraham: Das Schulgespenst
- Brigitte Blobel: Du hast aber Mut!
- Ernst Eckstein: Der Besuch im Karzer
- Mario Fesler: Lizzy Carbon und der Klub der Verlierer
- Erich Kästner: Das fliegende Klassenzimmer
- Bernhard Lassahn: Leselöwen-Schülergeschichten
- Robert Musil: Die Verwirrungen des Zöglings Törleß
- Christine Nöstlinger: Echt Susi
- Renate Schoof: Klassenfahrt mit Kick
- Heinrich Spoerl: Die Feuerzangenbowle
- Ludwig Thoma: Lausbubengeschichten

#### Tod
- Jutta Bauer: Opas Engel
- Jutta Richter: Hechtsommer
- Elfie Donnelly: Servus Opa, sagte ich leise

### Sagenstoff-Bearbeitungen
- Hans Baumann: Flügel für Ikaros
- Willi Fährmann
  - Der König und sein Zauberer
  - Dietrich von Bern
  - Elsa und der Schwanenritter
  - Gudrun
  - Kriemhilds Rache
  - Siegfried von Xanten
  - Wieland der Schmied
- Wolfgang Hohlbein
  - Die Kinder von Troja
  - Odysseus
- Felicitas Hoppe
  - Iwein Löwenritter
- Paul Hühnerfeld: Der Kampf um Troja
- Ulrich Karger: Die Odyssee
- Auguste Lechner
  - Der Sohn der Göttin
  - Die Abenteuer des Odysseus
  - Die Sage vom Goldenen Vlies
  - Die Nibelungen
  - Die Rolandssage
  - Herkules
  - Herr Dietrich reitet
  - Ilias. Als Troja unterging
  - Iwein
  - König Artus
- Heinrich Pleticha (Hrsg.): Das große Sagenbuch
- Käthe Recheis: König Arthur und die Ritter der Tafelrunde
- Gustav Schwab: Die schönsten Sagen des klassischen Altertums

### Sachbücher

#### Autobiographien
- Anatol Feid: Trotzdem hab ich meine Träume
- Erich Kästner: Als ich ein kleiner Junge war

#### Biographien
- Friedrich Ani: Als ich unsterblich war. Eine Jesus-Geschichte
- Lutz van Dijk: Der Attentäter – Die Geschichte von Herschel Grynszpan
- Kai Hermann und Horst Rieck: Christiane F. – Wir Kinder vom Bahnhof Zoo
- Alois Prinz: Lieber wütend als traurig. Die Lebensgeschichte der Ulrike Meinhof
- Renate Welsh: Dieda oder Das fremde Kind

#### Ratgeber

##### Beruf
- Wolfgang Bittner: Beruf: Schriftsteller

##### Kunst
- Mario Giordano: Buchreihe über Kunst